# Avenue de la Porte-de-Clichy
L'avenue de la Porte-de-Clichy est une voie du 17e arrondissement de Paris, en France.

## Situation et accès
L'avenue de la Porte-de-Clichy est une voie publique située dans le 17e arrondissement de Paris. Elle débute à la jonction des boulevards Bessières et Berthier, pour se terminer boulevard de Douaumont.
Depuis 2017, l'avenue borde le parvis Robert-Badinter créé devant la Cité judiciaire de Paris.
Depuis fin janvier 2021, la station Porte de Clichy de la ligne 14 est parallèle à l'avenue, localisée sous des constructions de la ZAC Clichy-Batignolles. L’accès principal à la station se fait à l’angle de l’avenue et du boulevard Bessières.

## Origine du nom

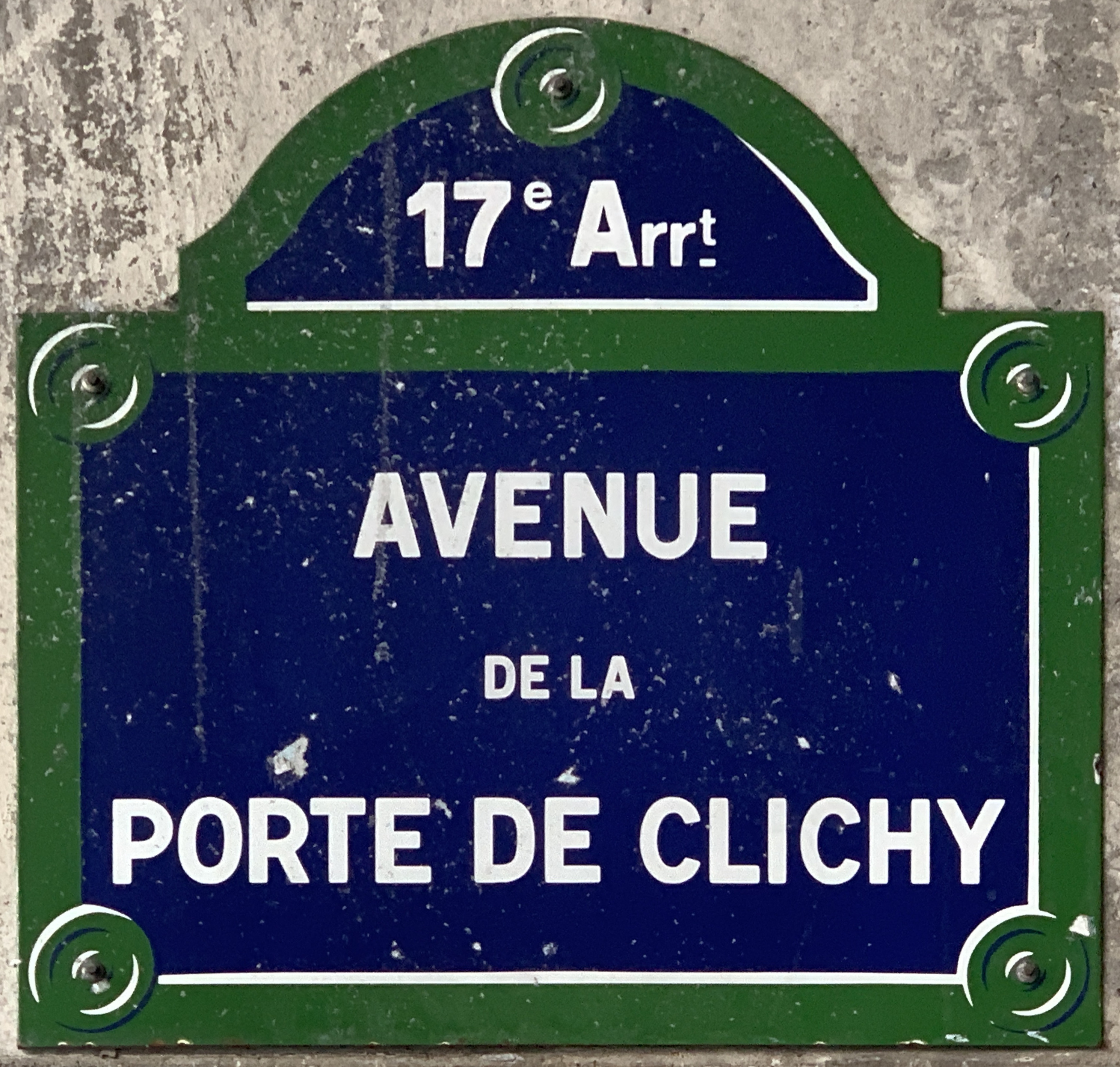
Plaque de l'avenue.

Elle porte ce nom car elle est située en partie sur l'emplacement de l'ancienne porte de Clichy de l'enceinte de Thiers à laquelle elle mène.

## Historique
Une partie de cette voie a été aménagée sur l'emplacement des anciennes fortifications entre les bastions nos 43 et 44.
L'autre partie, qui faisait partie précédemment du boulevard Jean-Jaurès était située autrefois sur le territoire de Clichy qui fut annexé à Paris par décret du 27 juillet 1930.